# رالف برژنی
رالف برژنی (نام اصلی آلمانی: Erich Beusterien; ۲۶ فوریهٔ ۱۹۰۹ – ۱۰ ژوئن ۱۹۷۸) ورزشکار اهل مجارستان بود.
وی در مسابقات کشوری و بین‌المللی در مجموع برندهٔ ۱ مدال نقره شده‌است.